# Zeebo Extreme: Carrera Aérea
Zeebo Extreme: Carrera Aérea es un videojuego de carreras de aviones desarrollado por Tectoy Digital y publicado por Tectoy para Zeebo. Es la segunda entrega de la serie Zeebo Extreme. Fue lanzado el 29 de septiembre de 2009 en Brasil y el 7 de diciembre de 2009 en México.

## Jugabilidad
Carrera Aérea es un juego de carreras con aviones. Los jugadores pueden seleccionar uno de los cuatro pilotos (sin influencia en el juego). Hay 3 pistas disponibles, fácil, media y difícil, con 3 vueltas cada una.
Para controlar el avión con el Z-Pad, los botones superiores permiten realizar giros cerrados. El Boomerang debe usarse en posición vertical y los botones 1 y 2 se usan para impulsar el avión con turbo. Hay anillos dispersos por los circuitos y volar a través de ellos recarga el turbo del avión.